# Ambasada Peru przy Stolicy Apostolskiej
Ambasada Republiki Peru przy Stolicy Apostolskiej (hisz. Embajada del Perú ante la Santa Sede) – misja dyplomatyczna Republiki Peru przy Stolicy Apostolskiej. Ambasada mieści się w Rzymie, w pobliżu Watykanu.
Ambasador Peru przy Stolicy Apostolskiej akredytowany jest również w Republice Malty oraz przy Zakonie Kawalerów Maltańskich.
Ambasada prowadzi publiczną bibliotekę zawierającą książki o tematyce stosunków międzynarodowych, prawa, historii, literatury, religii, sztuki i turystyki ze szczególnym uwzględnieniem Peru.